# Сражение под Сингарой (344)
Сраже́ние под Синга́рой — одно из важных сражений в ходе римско-персидских войн III—VII вв., произошедшее в 344 году. В источниках сражение под Сингарой часто называется «ночным» из-за времени суток, когда оно закончилось.

## Источники

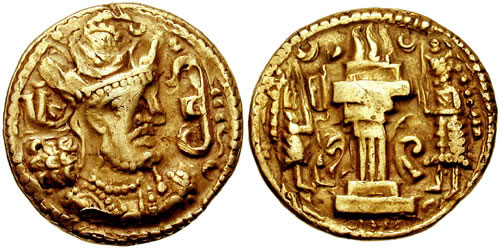
Персидская монета с изображением Шапура II

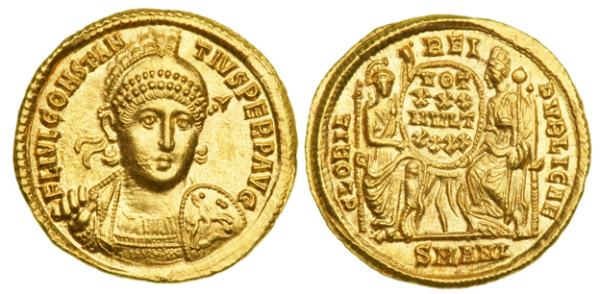
Римская монета с изображением Констанция II

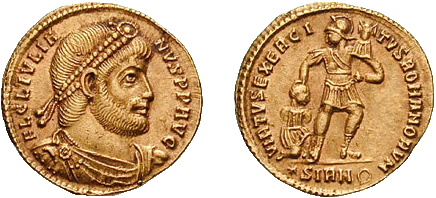
Римская монета с изображением Юлиана Отступника

## Проблема датировки битвы
Одной из главных проблем, связанных с ночной битвой под Сингарой, является её датировка.
Так, известный отечественный иранист В. Г. Луконин в одной из своих работ указывает, что «согласно Аммиану Марцеллину (XVIII. 5. 7), в 345 или 348 г. римские войска потерпели жесточайшее поражение от персов при Гилейе и Сингаре». Однако из текста «Деяний» видно, что Аммиан ни слова не говорит о времени Сингарской битвы.
Общепринятой датой сражения долгое время являлся 348 год. Однако Дж. Бьюри (с которым согласился Н. Байнс) отнёс ночное Сингарское сражение к 344 году, отмечая, что имеющиеся в нашем распоряжении источники вполне позволяют это сделать. Близкую позицию занимали Н. Г. Адонц и А. Г. Сукиасян, датировавшие битву при Сингаре 345 годом. На сегодняшний день «ночная» битва при Сингаре датируется, как правило, 344 годом.

## Место сражения

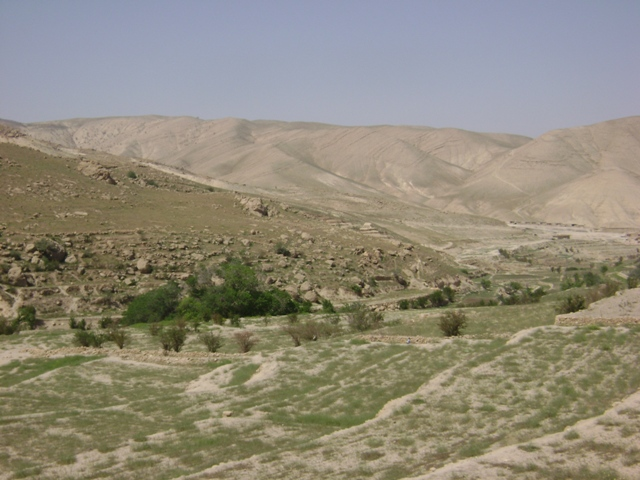
Окрестности Джебел Синджара

Как следует из сообщений ряда позднеантичных авторов — Юлиана Отступника, Феста, Евтропия, Аммиана Марцеллина, Иеронима — «ночная» битва между армиями римлян под командованием императора Констанция II и персов во главе с шаханшахом Шапуром II произошла где-то в окрестностях римской крепости Сингары (совр. Синджар, Ирак), находившейся у южного подножия горного хребта Джебел Синджар в Верхней Месопотамии. Более точных ориентиров в источниках не содержится, в связи с чем вопрос о точном месте Сингарской битвы на сегодняшний день остается открытым.
В целом можно выделить два подхода к решению этой проблемы:
- «ночное» сражение под Сингарой произошло западнее этого города;Карта-схема района Сингарской битвы (по В. А. Дмитриеву[28])

Карта-схема района Сингарской битвы (по В. А. Дмитриеву)

- битва происходила восточнее Сингары, между этой крепостью и Тигром.

Сторонники первой точки зрения исходят из того, что в некоторых источниках (в частности, у Аммиана Марцеллина и Феста, наряду с Сингарой упоминается ещё один город, который, судя по контексту, также располагался неподалёку от места сражения — Элейя (Eleia) (у Феста), или Хилейя (Hileia) (у Аммиана). При этом известно, что Элейя находилась западнее Сингары. Следовательно, битва произошла к западу от Сингары.
Представители второго подхода полагают, что битва при Сингаре и Элейе и «ночное» сражение под Сингарой — это два разных события, произошедших в разное время и в разных местах: первое — к западу, второе — к востоку от Сингары. Аргументы, выдвигаемые в пользу второй точки зрения, сводятся к следующему:
- персы вступили в сражение с римлянами, не доходя до Сингары (в случае, если бы битва была западнее Сингары, персы должны были бы пройти мимо крепости, но из источников явно следует, что римляне ждали персов, идущих с востока, на подступах к Сингаре);
- согласно источникам, перед битвой персы расположились в местности, на которой находились невысокие холмы (на их склонах были размещены персидские лучники и метатели дротиков); к западу от Сингары таких мест нет, но они есть восточнее города — между Сингарой и Тигром;
- стоявшие на поле боя римляне испытывали острую нехватку питьевой воды; если бы битва была в местности между Сингарой и Элейей, проблема снабжения армии водой легко была бы решена путём доставки воды из Сингары.

## Предыстория
Битва под Сингарой явилась одним из событий в истории военно-политического противостояния Римской империи и сасанидского Ирана, берущего своё начало в первой половине III в. н. э., когда к власти в Персии пришла новая царская династия Сасанидов. Уже первый сасанидский царь Арташир I (226 — 242) организовал вторжение в римские владения на Востоке. Затем с переменным успехом римско-персидские войны продолжались до самого конца III в., когда при императоре Диоклетиане в 298 году между Римом и Ираном был заключен 40-летний Нисибисский мирный договор.
После смерти Константина Великого (306—337) боевые действия между Сасанидской державой и Римской империей возобновились. В Иране в это время правил шаханшах Шапур II (309 — 379) — один из наиболее воинственных представителей сасанидской династии. Первой крупной военной акцией Шапура стала осада в 337 году Нисибиса — самого значительного опорного пункта римлян в Верхней Месопотамии. Взять город персам не удалось, однако это событие стало прологом к новому длительному этапу военного конфликта между Римской империей и Персией, продолжавшемуся почти весь IV век до тех пор, пока в 387 году между враждующими империями не было заключено очередное соглашение — на этот раз о разделе Армении.
Таким образом, «ночное» сражение под Сингарой было одной из первых крупных битв между римлянами и персами в период обострения римско-персидских отношений в IV в. н. э.